# Ringbebauung (Leipzig)

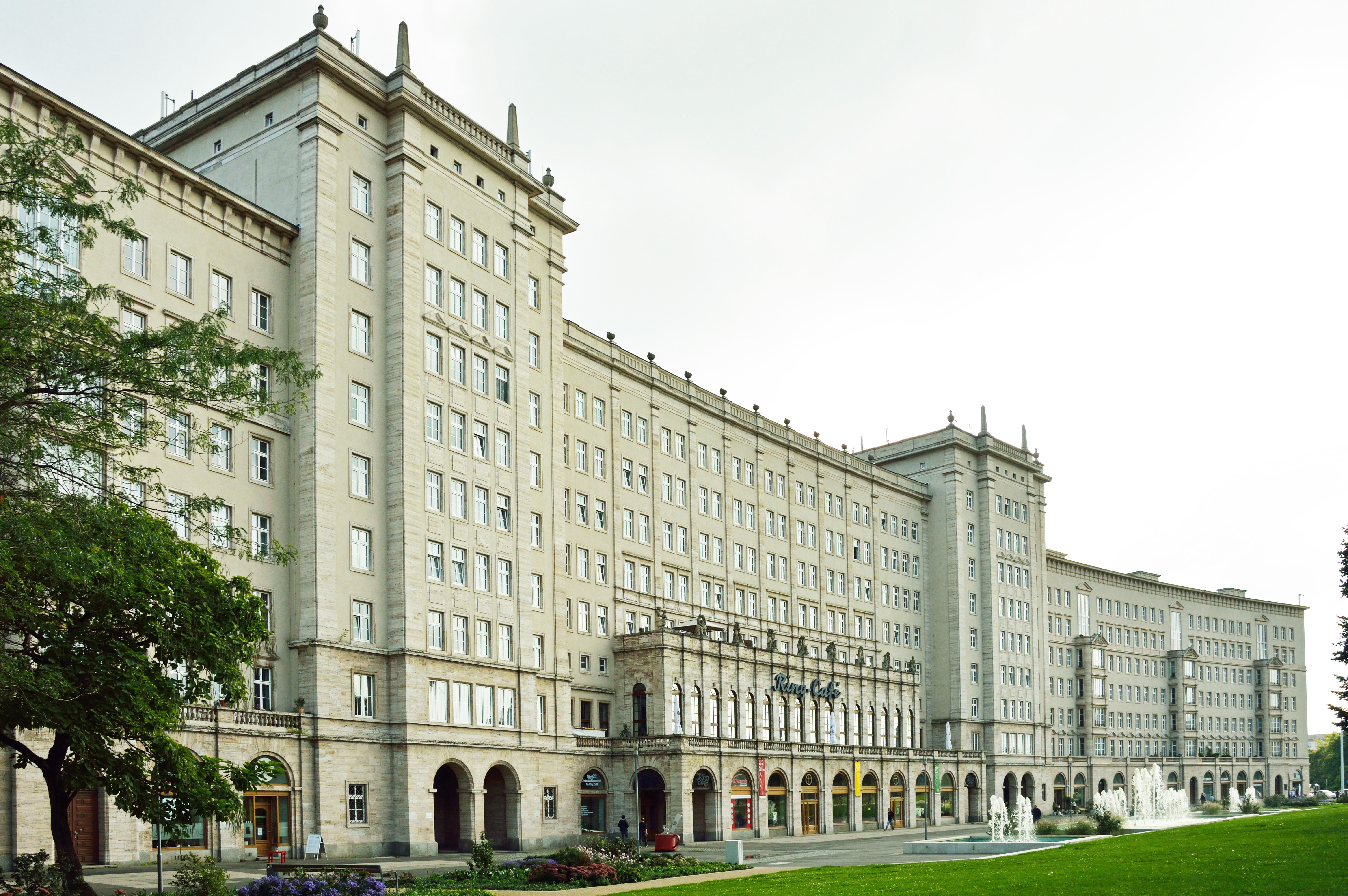
Ringbebauung am Leipziger Roßplatz (2014)

Die Ringbebauung in Leipzig ist ein Wohnkomplex im Stil des Sozialistischen Klassizismus im Südosten des Innenstadtrings. Neben Einzelhandelsgeschäften und Dienstleistungseinrichtungen im Erdgeschoss enthält er im Mittelteil das Ring-Café. Die Ringbebauung steht unter Denkmalschutz.

## Lage

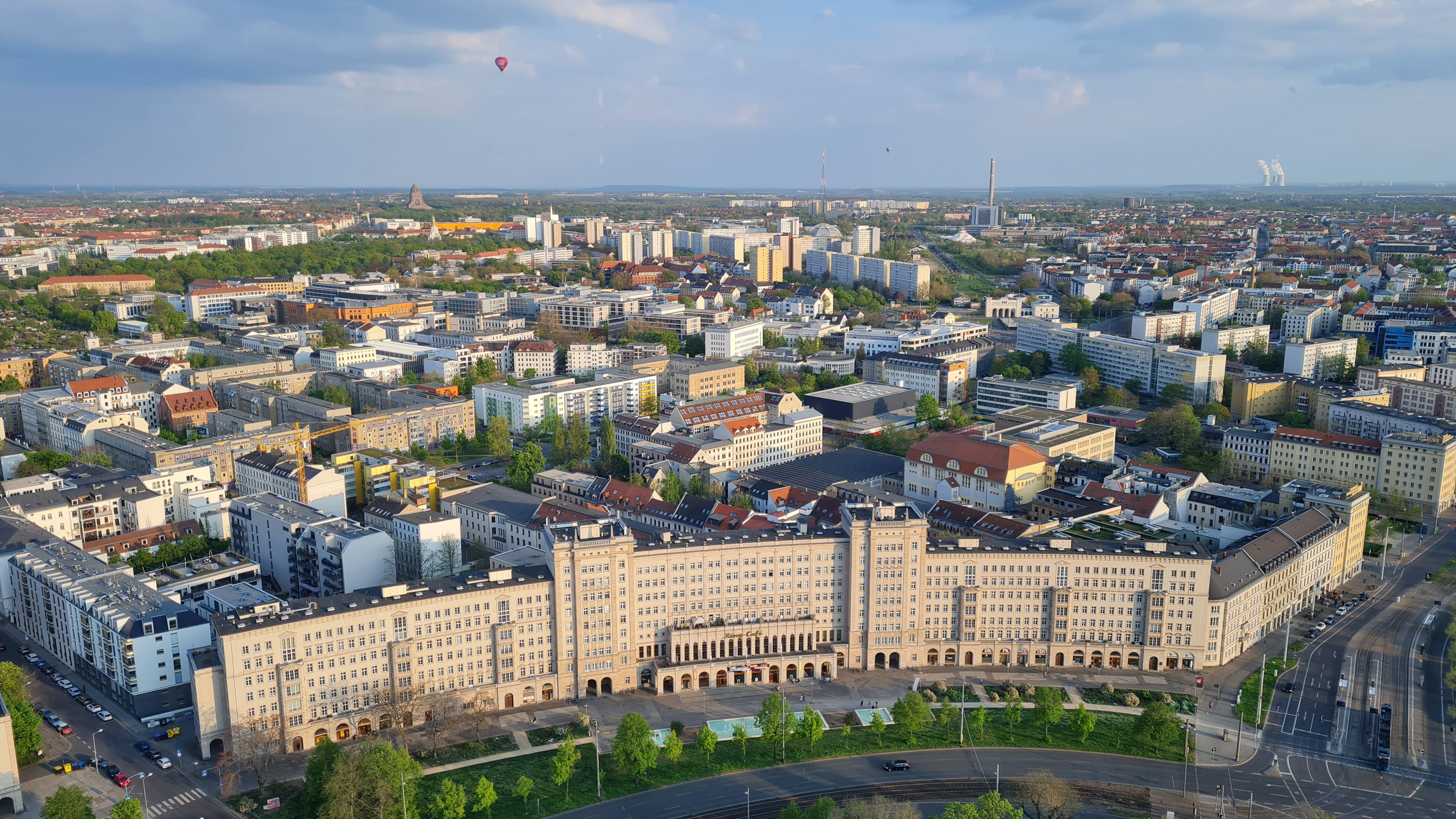
Die Ringbebauung vom City-Hochhaus Leipzig aus (2022)

Die Ringbebauung steht mit den Hausnummern 1 bis 13 an der Südostseite des Roßplatzes, der sich in geschwungener Form vom Augustusplatz bis zum Wilhelm-Leuschner-Platz erstreckt. Das Gebiet gehört zum Stadtbezirk Mitte, Ortsteil Zentrum-Südost. Die Ringbebauung schließt das Seeburgviertel nach Westen ab. Drei Straßen dieses Viertels enden an ihrer Rückseite und sind ohne Verbindung zum Roßplatz miteinander verbunden. Lediglich die Goldschmidtstraße stellt, das Gebäude teilend, eine Verbindung zum Seebugviertel her. Durch den Gebäudekomplex führen allerdings zwei Durchgänge zur Auguste-Schmidt-Straße und zur Seeburgstraße im rückwärtigen Teil des Roßplatzes im Seeburgviertel.
Im Norden schließt die Ringbebauung an das Europahaus an, im Süden an die Wohnbebauung der Grünewaldstraße. Die Entfernung von der Fahrstraße zum Gebäude beträgt etwa 40 Meter. Der breite Fußweg liegt in Hausnähe und wird von der Straße durch Grünanlagen und eine Brunneninstallation getrennt.

## Geschichte
Laut Ringcity-Konzept von Stadtbaurat Hubert Ritter (1886–1967) aus der zweiten Hälfte der 1920er Jahre war am Leipziger Innenstadtring eine 8-geschossige Bebauung möglich, woran die Pläne nach dem Zweiten Weltkrieg anknüpften. Die Kopfbauten am Roßplatz zwischen ehemaliger Königstraße (Goldschmidtstraße) und Seeburgstraße waren im Zweiten Weltkrieg weitgehend zerstört worden, darunter das ehemalige Hotel Hauffe und das Gebäude der Kreishauptmannschaft Leipzig.
Nach dem Beschluss des Aufbaus des Sozialismus in der DDR auf der 2. Parteikonferenz der SED 1952 sollte mit repräsentativen Bauten seine Leistungsfähigkeit demonstriert werden. So wurde am Roßplatz ohne Rücksicht auf die historische Straßenstruktur die Ringbebauung errichtet. Der Entwurf, der nach mehreren Wettbewerben schließlich favorisiert wurde, obwohl nur zweiter Preisträger, stammte vom Kollektiv um den Architekten Rudolf Rohrer (1900–1968) aus dem Entwurfsbüro für Hochbau Leipzig. Ausführender Baubetrieb war der VEB Bau-Union Leipzig.
Der Grundstein wurde am 29. August 1953 durch Walter Ulbricht (1893–1973) gelegt, und 1955 wurden die Wohnungen bezogen. Das Ring-Café wurde am 13. Januar 1956 eröffnet. Der ehemals an der Einmündung von Seeburg- und Sternwartenstraße in den Roßplatz befindliche, vom Bildhauer Werner Stein (1855–1930) 1906 geschaffene Mägdebrunnen wurde vor den nördlichen Teil der Anlage versetzt.

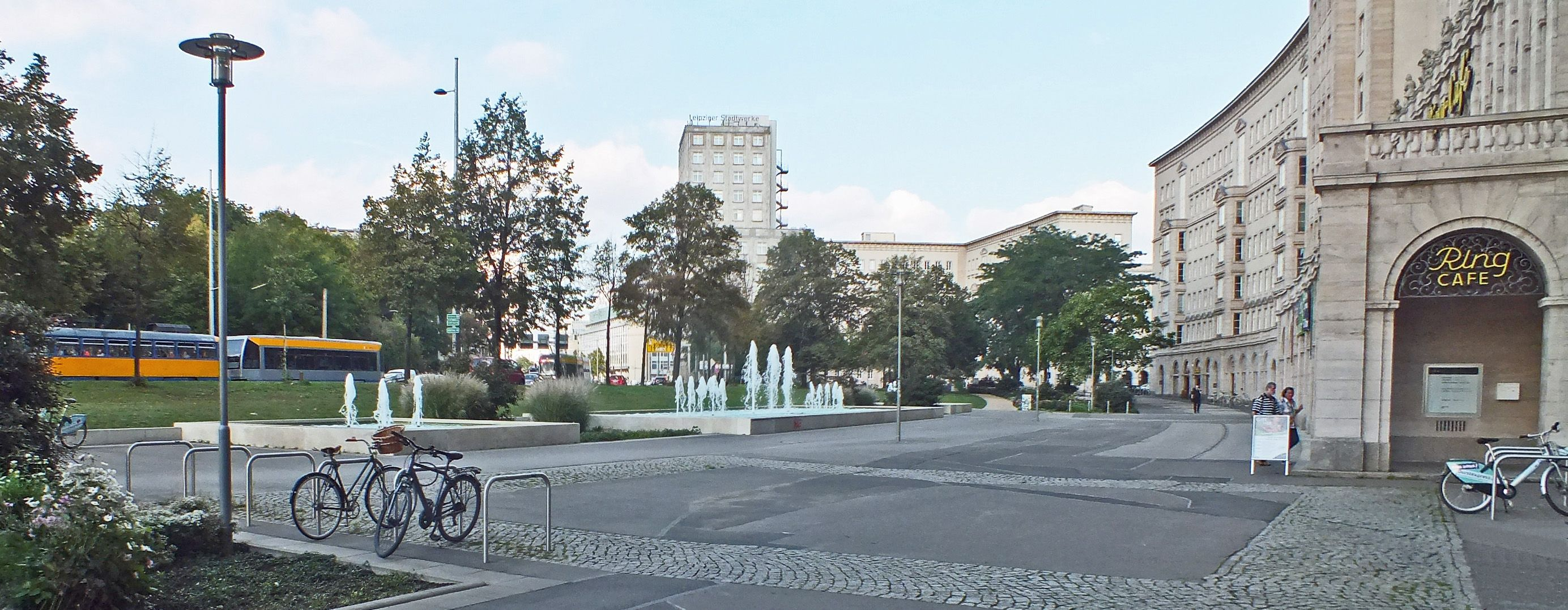
Der Vorplatz am Ring-Café, hinten das Europahaus (2020)

Ende der 1960er Jahre wurden vor dem Ring-Café drei Wasserbecken mit Fontänen errichtet, die nach ihrer Stilllegung 2006 im Jahre 2012 wieder restauriert wurden. 1999 wurde die Ringbebauung umfassend saniert und modernisiert. Dafür wurde die Leipziger Wohnungs- und Baugesellschaft mbH als Bauherr mit dem Bauherrenpreis ausgezeichnet.

## Architektur
Die Ringbebauung besteht in ihrem Hauptteil aus einem etwa 250 Meter langen, leicht geschwungenen, siebengeschossigen Baukörper, aus dem zwei neungeschossige Teile in der Höhe und aus der Flucht hervortreten. Im Mittelteil setzt sich das Ring-Café eine Terrasse bildend in zwei Stufen ab. Der nördliche, durch die Goldschmidtstraße getrennte Teil ist ein siebengeschossiger Gebäudewinkel. Alle Gebäudeteile haben ein Flachdach.
Die Ringbebauung wurde in Ziegelbauweise errichtet und verputzt. Die Lisenen, große Teile der Erdgeschosszone und das gesamte Ring-Café sind mit Travertin verkleidet. Architektonische Elemente der Leipziger Baugeschichte sind zitiert: arkadenähnliche Gestaltung der Erdgeschosszone (Renaissance), Erker über mehrere Etagen und Balustraden (Barock) sowie, Fensterbedachungen (Klassizismus). Der figürliche Bauschmuck – neun Zweiergruppen auf dem Ring-Café, Balustraden, Reliefs in Supraporten, Steinvasen und  Stelen an der Dachkante – stammen von den Leipziger Bildhauern Rudolf Oelzner (1906–1985) und Alfred Thiele (1886–1957).

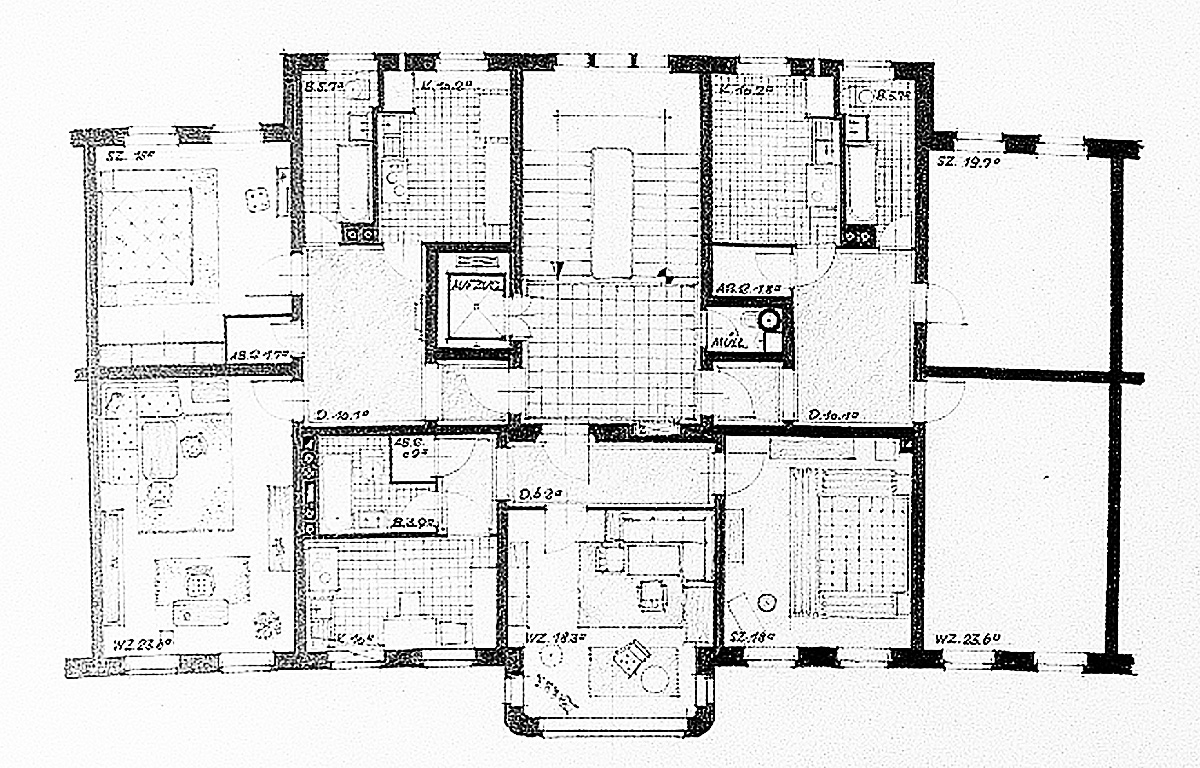
Etagengrundriss mit drei Zweiraumwohnungen
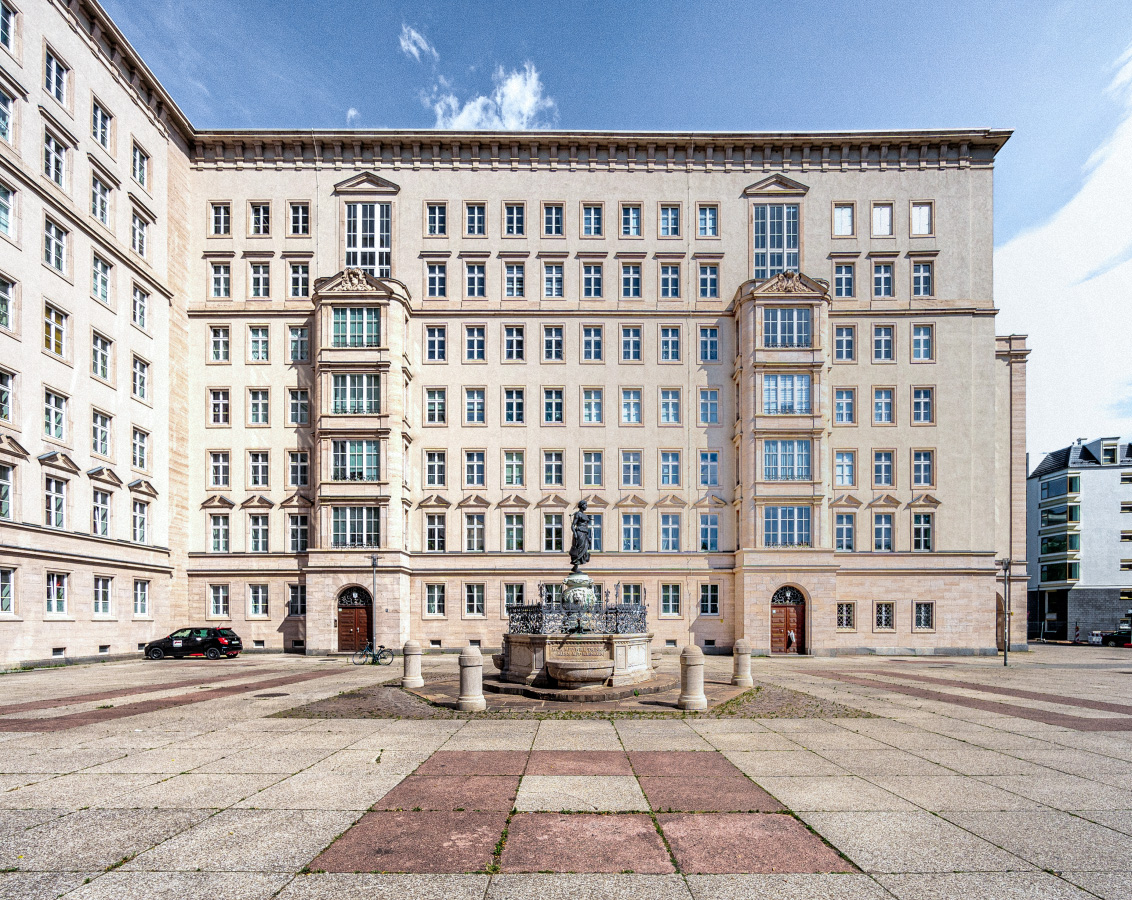
Der getrennte Nordteil mit dem Mägdebrunnen (2020)
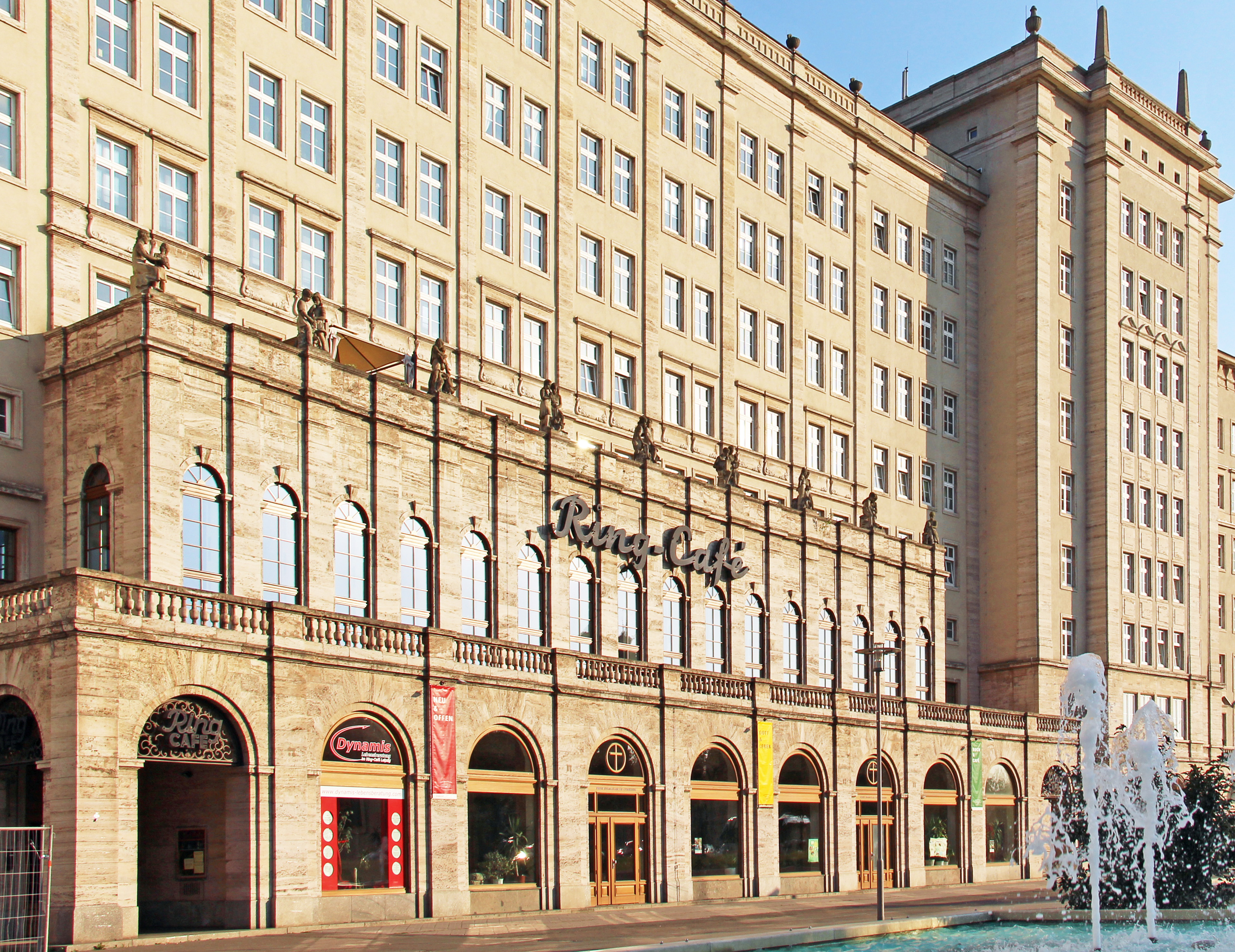
Bereich des Ring-Cafés (2015)
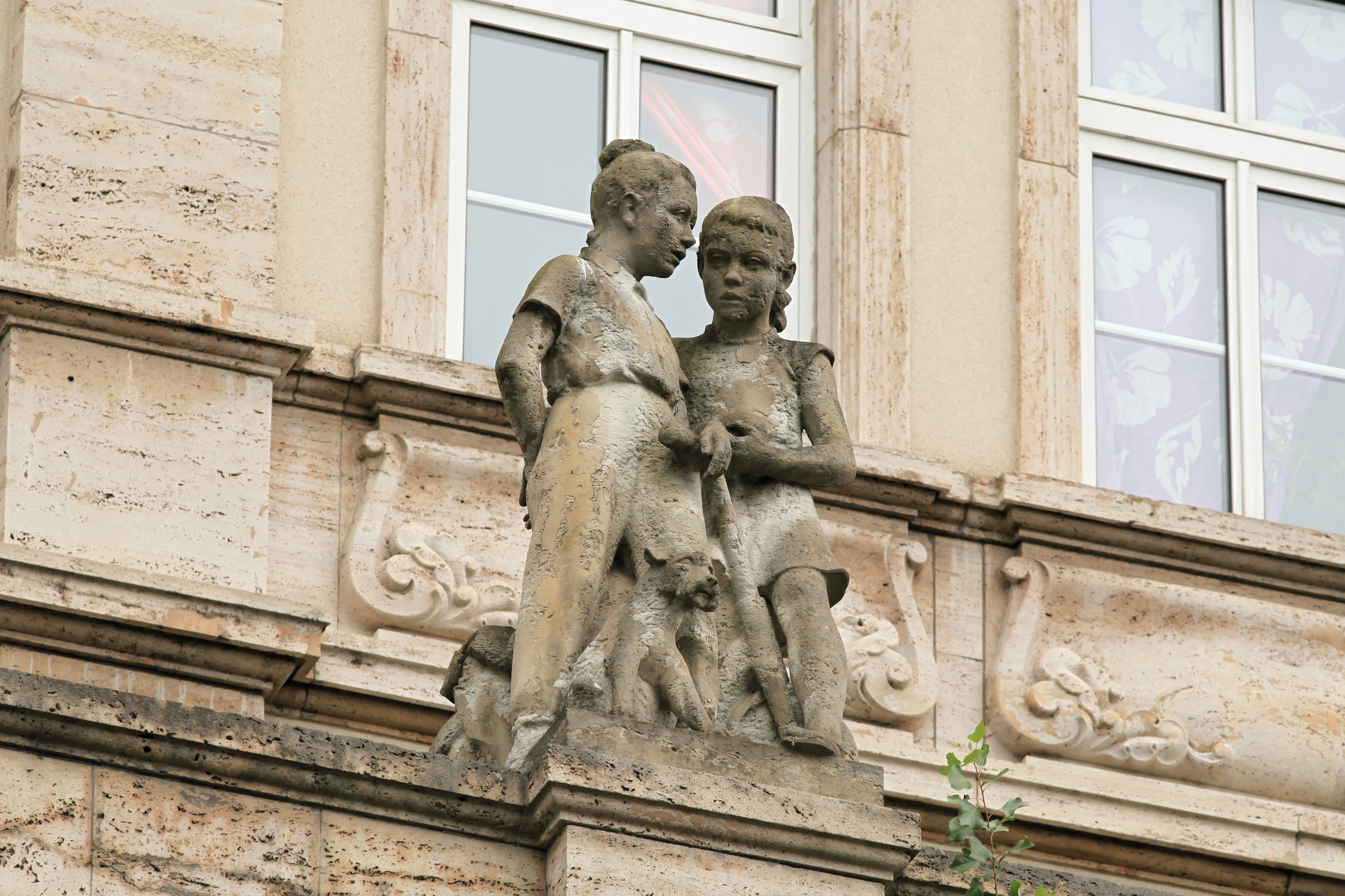
Eines der neun Figurenpaare auf dem Ring-Café (2015)
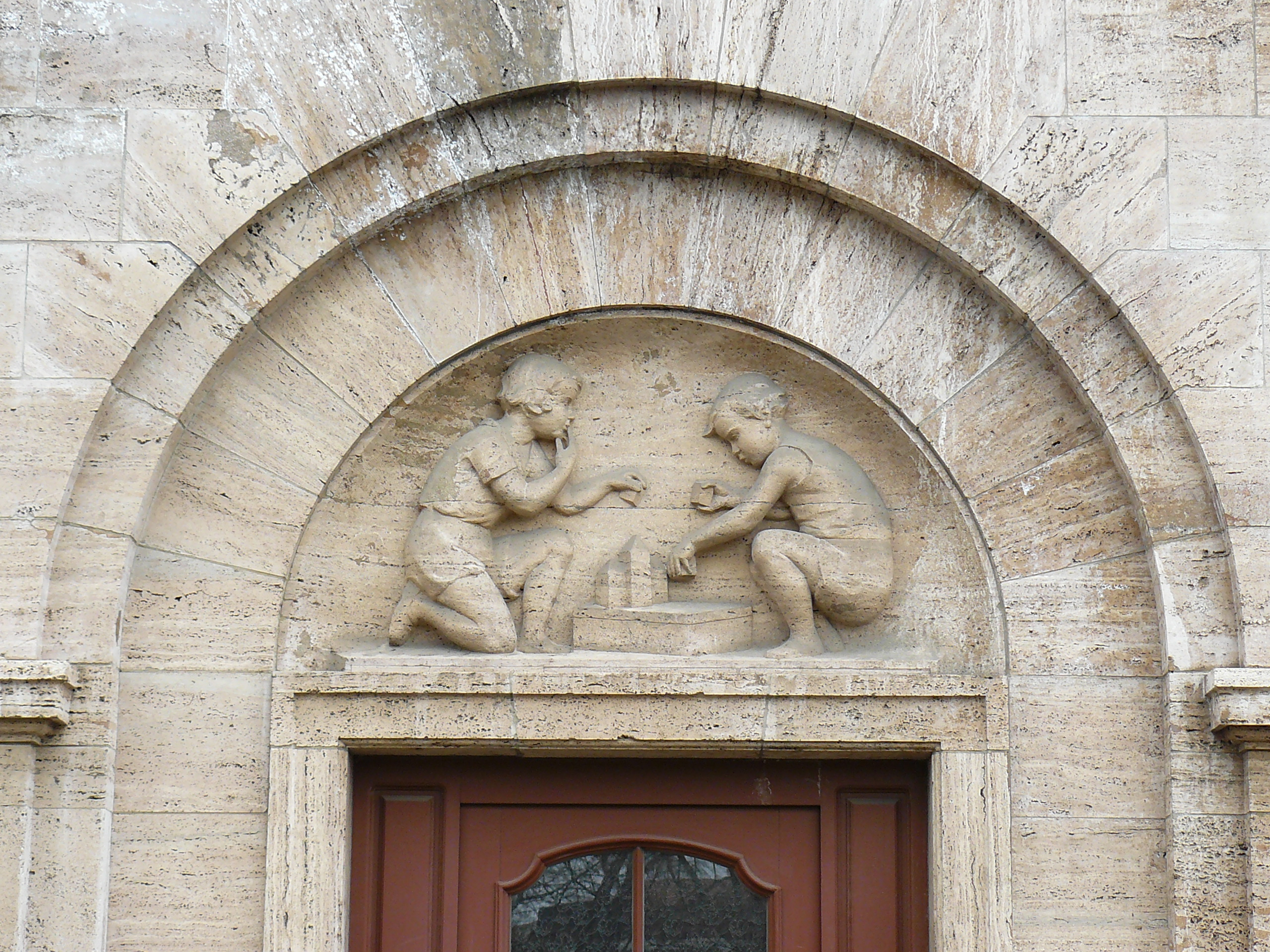
Supraporte einer Haustür (2010)

Die durch Vorsprünge strukturierte Rückfront ist schlicht gehalten und von der schmalen Fahrstraße durch eine Fußgängerterrasse getrennt. Im Mittelteil stellt ein viergeschossiger Bauteil (Roßplatz 8a) mit einer Durchfahrt eine Verbindung zum Haus Seeburgstraße 5 dar.
Die 197 Wohnungen der Ringbebauung verfügten mit Fahrstuhl, Zentralheizung und Müllschlucker über den damals höchsten Wohnkomfort.